# Театральний сезон
Театральний сезон — період, протягом якого здійснюється театральна діяльність, час для творчої праці.
Театральний сезон театру, концертного залу чи іншого закладу культури починається з першої прем'єри або вистави сезону і закінчується в останній день сезону. Як правило, триває з початку вересня/жовтня до кінця весни, тому він зміщений порівняно з календарним роком і є коротшим. 
У Франції XVII та XVIII століття перший театральний сезон починався наступного дня після Квазімодо (понеділок після Великодня) та закінчувався напередодні Вербної неділі, таким чином залишаючи п’ятнадцятиденну перерву у виставах. У деяких містах Франції та інших країнах, наприклад в Австрійських Нідерландах, театральний сезон зазвичай починався у Великодній понеділок і закінчувався напередодні Чотиридесятниці (перша неділя після Попільної середи), тобто з перервою на шість тижнів, що дозволяло провінційним акторам дебютувати в Парижі.
Програма вистав переважно розписана на цілий сезон, але бувають і коротші періоди планування. В анонсі (програмі) зазвичай зазначено, які твори будуть представлені та в скількох виставах за сезон (із сталого репертуару чи в нових постановках). 
У державних театрах Європи контракти зазвичай укладаються на один (чи більше) сезон. Директорські контракти також в основному залежать від успіху театру під час сезону. Після закриття театрального сезону розпочинається гастрольний тур.